# Magyar filmek listája (2000–2009)
Ez az oldal a 2000-es évtizedben megjelent magyar filmeket (játék-, dokumentum-, illetve egész estés animációs filmeket) listázza.

## 2000-es évek

### 2000
| Cím                                 | Rendező                                                | Megjegyzés      | Szereplők                                                                                            | DVD             |
| ----------------------------------- | ------------------------------------------------------ | --------------- | --- | --------------- |
| Anarchisták                         | Tóth Tamás                                             | 80 p. dráma     | Thúróczy Szabolcs, Csatári Éva, Temessy Hédi, Gyuricza István, Dézsy Szabó Gábor, Kisfalussy Bálint  | -               |
| Anyád! A szúnyogok                  | Jancsó Miklós                                          | 80 p.           | Mucsi Zoltán, Scherer Péter, Vasvári Emese, Balogh Márton, Csoma Judit, Galkó Balázs                 | Megjelent DVD-n |
| Balra a nap nyugszik                | Fésős András                                           | 91 p. dráma     | Szabó Győző, Takáts Andrea, Keszég László, Maria Schuster, Ernest Lenart, Csaplár Vilmos             | -               |
| Cseh Tamás film                     | Fonyó Gergely                                          | 85 p.           | dokumentumfilm                                                                                       | -               |
| A csodálatos Mandarin               | Mészáros Márta                                         | 35 p. dráma     | Bozsik Yvette, Zhang Yu Jung, Jan Nowicki, Vati Tamás, Gálffi László, Kamarás Iván                   | -               |
| Egyszer élünk                       | Molnár György                                          | 91 p. játékf.   | Szarvas József, Básti Juli, Galgóczi Gáspár, Hajdu Szabolcs, Nagy Ilona, Vass Teréz                  | -               |
| Film                                | Surányi András                                         | 95 p. dráma     | Temessy Hédi, Darvas Iván, Básti Juli, Haumann Péter, Végvári Tamás, Monori Lili                     | Megjelent DVD-n |
| Glamour                             | Gödrös Frigyes                                         | 115 p. dráma    | Eperjes Károly, Ónodi Eszter, Cserna Antal, Szűcs Lajos, Derzsi János, Barkó György                  | -               |
| Jadviga párnája                     | Deák Krisztina                                         | 130 p. dráma    | Tóth Ildikó, Bodó Viktor, Roman Luknár, Csomós Mari, Djoko Rosić, Ónodi Eszter, Fesztbaum Béla       | Megjelent DVD-n |
| József és testvérei                 | Markó Iván                                             | 55 p. táncf.    | Markó Iván, Nyári Gábor, Vincze Balázs, Takáts Noémi, Issovits István                                | -               |
| A kis utazás                        | Búzás Mihály                                           | 100 p. játékf.  | Farkas Arnold, Gyabronka József, Gáspár Sándor, Cseszárik Nóra, Szikra József, Dózsa Erzsébet        | -               |
| Kisvilma-Az utolsó napló            | Mészáros Márta                                         | 110 p.          | Hegyi Barbara, Jan Nowicki, Ladányi Cleo, Monori Lili, Kéri Kitty                                    | -               |
| Kvartett                            | Vecsernyés János                                       | 90 p. játékf.   | Lukáts Andor, Molnár Piroska, Bertalan Ágnes, Blaskó Péter                                           | -               |
| A másik ember iránti féltés diadala | Igor Buharov Ivan Buharov Vasile Croat Nyolczas István | 75 p. játékf.   | Madaras József, Vasile Croat, Márkus Judit, Bese Sándor, Gut István, Bagdi István                    | -               |
| Meseautó                            | Kabay Barna                                            | 93 p,           | Ónodi Eszter, Pogány Judit, Kern András, Bajor Imre, Stohl András                                    | Megjelent DVD-n |
| Nexxt                               | Schilling Árpád                                        | 83 p. játékf.   | Udvaros Dorottya, Bodó Viktor, Mucsi Zoltán, Terhes Sándor, Csányi Sándor, Nagy Zsolt                | -               |
| Paszport (Útlevél a semmibe)        | Gothár Péter                                           | 71 p. játékf.   | Börcsök Enikő, Kocsis Gergely, Nagy Mari, Csomos Judit, Kari Györgyi                                 | -               |
| Pizzás                              | Balogh György                                          | 102 p. játékf.  | Kovács K. András, Kreitzer Éva, Bernáth Dénes, Incze Ildikó, Timár Éva, Détár Enikő                  | -               |
| Rosszfiúk                           | Sas Tamás                                              | 100 p,          | Bodó Viktor, Rajkai Zoltán, Stohl András, Reketye Zoltán, Balogh Rudolf, Bánszky László, Kovács Kati | -               |
| Sohasevolt Glória                   | Bernáth Zsolt                                          | 105 p. vígjáték | Csanálosi Gábor, Kis-Szabó Dániel, Budai Gábor, Szaksz Gabriella, Hirt Gábor, Németh László          | -               |
| Tanyasi Dekameron (Bizarr románc)   | Zsigmond Dezső                                         | 100 p. játékf.  | Szarvas József, Kovács Lajos, Kiss Anikó, Safranek Károly, Soós Edit                                 | -               |
| Tündérdomb                          | Szőke András                                           | 73 p. játékf.   | Csuzdi Balázs, Sárosdi Eszter, Makai Szilvia, Szőke András, Galkó Balázs, Fábry Sándor               | -               |
| Waterlooi győzelem                  | Makk Károly                                            | vígj.           | Sztankay István, Gryllus Dorka, Darvas Iván, Garas Dezső, Koltai Róbert, Dobó Kata                   | -               |
| Werckmeister harmóniák              | Tarr Béla                                              | 145 p. dráma    | Lars Rudolph, Peter Fritz, Hanna Schygulla, Kormos Mihály, Kállai Ferenc, Lázár Kati                 | Megjelent DVD-n |

### 2001
| Cím                                                                   | Rendező                                               | Megjegyzés            | Szereplők | DVD             |
| --------------------------------------------------------------------- | ----------------------------------------------------- | --------------------- | --- | --------------- |
| 601-s                                                                 | Nyitrai Márton                                        | 2 p. játékf.          | | -               |
| Alagsor                                                               | Almási Tamás                                          | 50 p. dokum.          | | -               |
| Chico                                                                 | Fekete Ibolya                                         | 110 p. háb.-kaland    | Eduardo Rózsa Flores, Vjekoslav Janković, Varga Richie, Mladen Vulić, Sergio Hernandez, Ágoston János          | Megjelent DVD-n |
| Csocsó, avagy éljen május elseje!                                     | Koltai Róbert                                         | 94 p. vígj.           | Koltai Róbert, Máté Gábor, Tóth Ildikó, Králik Attila, Zenthe Ferenc, Gáspár Sándor                            | -               |
| Egérút                                                                | Sárs Júlia                                            | 93 p. játékfilm       | Máté Gábor, Müller Júlia, Schell Judit, Scherer Péter, Hujber Ferenc, Toul Colmon                              | -               |
| Felhő a Gangesz felett                                                | Dettre Gábor                                          | 142 p. dráma          | Ternyák Zoltán, Tóth Judit, Sáfár Anikó, Székely B. Miklós, Borbiczki Ferenc, Rajhona Ádám                     | -               |
| Feri és az édes élet                                                  | Czabán György                                         | 91 p. játékf.         | Hollósi Frigyes, Dózsa Erzsébet, Csákányi Eszter, Bojtár B. Endre, Éles Eszter, Pálfai Péter                   | -               |
| Hamvadó cigarettavég                                                  | Bacsó Péter                                           | 120 p. játék.         | Nagy-Kálózy Eszter, Rudolf Péter, Cserhalmi György, Kállai Ferenc, Fehér Anna, Paudits Béla                    | Megjelent DVD-n |
| I love Budapest                                                       | Incze Ágnes                                           | 85 p. vígj.           | Hámori Gabriella, Kovács Martina, Csányi Sándor, Lengyel Tamás                                                 | -               |
| Kelet perec                                                           | Pusztai Zsolt                                         | 38 p. vígj.           | Pusztai Attila, Puskás Gyula                                                                                   | -               |
| Kitüntetetten                                                         | Almási Tamás                                          | 50 p.                 | dokumentumfilm                                                                                                 | -               |
| Legkisebb film a legnagyobb magyarról, avagy ha nincs kéz nincs csoki | Kálmánchelyi Zoltán, Stefanovics Angéla és Végh Zsolt | 25 p. játékf.         | Jancsó Miklós, Mucsi Zoltán, Scherer Péter, Benedek Miklós, Stefanovics Angéla, Kálmáchelyi Zoltán, Végh Zsolt | -               |
| Macerás ügyek                                                         | Hajdu Szabolcs                                        | 83 p. dráma           | Török-Illyés Orsolya, Szabó Domokos, Nyitrai Illés, Katona László, Csonka Valter, Vásári József                | -               |
| Moszkva tér                                                           | Török Ferenc                                          | 88 p.                 | Karalyos Gábor, Balla Eszter, Pápai Erzsi, Béres Ilona, Szabó Simon, Csuja Imre                                | Megjelent DVD-n |
| Sacra Corona                                                          | Koltay Gábor                                          | 118 p. tört.-dráma    | Oberfrank Pál, Szarvas Attila, Horkay Péter, Franco Nero, Ónodi Eszter, Berek Kati                             | Megjelent DVD-n |
| Sejtjeink                                                             | Almási Tamás                                          | 50 p. (5 rész) dokum. | | -               |
| Tiszta lap                                                            | Szirtes János és Lugossy László                       | 81 p.                 | Szirtes János, Lugossy László, Gryllus Dorka, Kedves Lili                                                      | -               |
| Torzók                                                                | Sopsits Árpád                                         | 98 p. dráma           | Mészáros Tamás, Czizmadia Szabolcs, Gálffi László, Mácsai Pál, Zsilák Attila, Létay Dóra                       | -               |
| Az utolsó blues                                                       | Gárdos Péter                                          | 96 p. játékf.         | Kulka János, Fullajtár Andrea, Rudolf Péter, Bertalan Ágnes, Agnieszka Wagner, Agárdy Gábor                    | -               |
| Utolsó vacsora az Arabs Szürkénél                                     | Jancsó Miklós                                         | 90 p.                 | Mucsi Zoltán, Scherer Péter, Szarvas József, Vasvári Emese, Börcsök Enikő, Ruttkay Laura                       | Megjelent DVD-n |
| Üvegtigris                                                            | Kapitány Iván Rudolf Péter                            | 105 p.                | Rudolf Péter, Reviczky Gábor, Gáspár Sándor, Szarvas József, Csuja Imre, Horváth Lajos                         | Megjelent DVD-n |
| Vakvagányok                                                           | Tímár Péter                                           | 119 p. szatíra        | Bozsik Yvette, Csiszár Jenő, Magyar Attila, Matetek Judit, Ócsvári Áron, Berke Mónika                          | Megjelent DVD-n |
| Valami Amerika                                                        | Herendi Gábor                                         | 115 p.                | Ónodi Eszter, Szervét Tibor, Pindroch Csaba, Hujber Ferenc, Szabó Győző                                        | Megjelent DVD-n |
| Zsaruvér és Csigavér I.: A királyné nyakéke                           | Bujtor István                                         | 60 p. szí. vígj.      | Kern András, Bujtor István, Kállai Ferenc, Zenthe Ferenc, Gór Nagy Mária                                       | -               |

### 2002
| Cím                                           | Rendező                      | Megjegyzés              | Szereplők                                                                                        | DVD             |
| --------------------------------------------- | ---------------------------- | ----------------------- | ------------------------------------------------------------------------------------------------ | --------------- |
| Aranyváros                                    | Cs. Nagy Sándor              | 78 p. ff. játékf.       | Magusin Anna, Bertók Lajos, Kovács Lajos, Rajhona Ádám, Andai Györgyi, Kovácsy Tibor             | -               |
| Állva maradás                                 | Szlamka György               | 11 p. kísérleti         |                                                                                                  | -               |
| Bibó breviarium                               | Forgács Péter                | 69 p.                   | dokumentumfilm                                                                                   | -               |
| Előre!                                        | Erdélyi Dániel               | 80 p. vígj.             | Bodrogi Gyula, Marozsán, Erika, Gáspár Sándor, Váta Lóránd, Garas Dezső, Tóth Auguszta           | Megjelent DVD-n |
| Eső után                                      | Mészáros Péter               | 5 p.                    | Horányi Balázs, Viktor Judit                                                                     | -               |
| Ébrenjárók                                    | Miklauzic Bence              | 102 p. dráma            | Gazsó György, Márkó Eszter, László Péter, Pindroch Csaba, Almási Sándor, Bozsó Péter             | -               |
| Ének a csodaszarvasról                        | Jankovics Marcell            | 88 p.                   | animáció                                                                                         | -               |
| Hukkle                                        | Pálfi György                 | 78 p. szatíra           | Bandi Ferenc, Farkas József, Rácz Józsefné, Kaszás Attila, Ónodi Eszter, Baráth István           | -               |
| Egy ház emlékei                               | Zsigmond Dezső Dörner József | 90 p. dráma             | Rajhona Ádám, Nagy Mari, Botos Éva, Nagy Anna, Barkó György, Nagy-Kálózy Eszter, Gáspár Tibor    | -               |
| A Hídember                                    | Bereményi Géza               | 140 p. történelmi       | Eperjes Károly, Irina Latchina, Darvas Iván, Cserhalmi György, Marius Bodochi, Nagy Ervin        | Megjelent DVD-n |
| Kanyaron túl                                  | Dér András                   | 104 p.                  | Bubik István, Dér Denissa, Gyuriska János                                                        | Megjelent DVD-n |
| Kelj fel, komám, ne aludjál!                  | Jancsó Miklós                | 85 p. szatíra           | Mucsi Gábor, Scherer Péter, Tóth Ildikó, Jancsó Miklós, Hernádi Gyula, Fesztbaum Béla            | Megjelent DVD-n |
| Kísértések                                    | Kamondi Zoltán               | 85 p. dráma             | Miklós Marcell, Kovács Júlia, Budai Katalin, Básti Juli, Seress Zoltán, Derzsi János             | -               |
| Magyar szépség                                | Gothár Péter                 | 112 p. játékf.          | Máté Gábor, Udvaros Dorottya, Börcsök Enikő, Hámori Gabriella, Szirtes Ági, Sergei Ruskin        | -               |
| Na végre, itt a nyár!                         | Fonyó Gergely                | 97 p.                   | Reviczky Gábor, Szulák Andrea, Végvári Tamás, Földessy Margit, Rátóti Zoltán, Nagy-Kálózy Eszter | Megjelent DVD-n |
| Rinaldo                                       | Tóth Tamás                   | 82 p. rom.-kaland       | Bán János, Scherer Péter, Csuja Imre, Molnár Piroska, Kovács Lajos, Andorai Péter, Kovács Vanda  | -               |
| Sejtjeink                                     | Almási Tamás                 | dokumentumfilm          |                                                                                                  | -               |
| Simó Sándor                                   | Fekete Ibolya                | dokumentumfilm          |                                                                                                  | -               |
| Sobri                                         | Novák Emil                   | 95 p.                   | Szarvas Attila, Eperjes Károly, Törőcsik Mari, Zenthe Ferenc                                     | -               |
| Somlói galuska- kis pesti filmmese 15 percben | Meskó Zsolt                  | 15 p. játékf.           | Nagy Ervin, Kamarás Iván, Schell Judit, Kun Vilmos, Csányi Sándor, Fekete Ernő                   | -               |
| Szerelem utolsó vérig                         | Dobray György                | 89 p. szí. (olasz kop.) | Berencsi Attila, Szilágyi Marianna, Molnár Júlia, Kovács Lajos, Ujlaki Dénes, Jászai Joli        | -               |
| Szép napok                                    | Mundruczó Kornél             | 83 p.                   | Polgár Tamás, Tóth Orsolya, Wéber Kata                                                           | Megjelent DVD-n |
| Uno                                           | Dyga Zsombor                 | 14 p.                   | dokumentumfilm                                                                                   | -               |
| Zsaruvér és Csigavér II.: Több tonna kámfor   | Bujtor István                | 60 p. szí. vígj.        | Bujtor István, Kern András, Kállai Ferenc, Igó Éva                                               |                 |

### 2003
| Cím                                                  | Rendező                                                                    | Megjegyzés                   | Szereplők                                                                                       | DVD             |
| ---------------------------------------------------- | -------------------------------------------------------------------------- | ---------------------------- | ----------------------------------------------------------------------------------------------- | --------------- |
| Apám beájulna                                        | Sas Tamás                                                                  | 90 p.                        | Gáspár Kata, Csősz Boglárka, Haumann Máté, Máthé Marci, Kern András, Koós János                 | Megjelent DVD-n |
| Bánk bán                                             | Káel Csaba                                                                 | 118 p. operaf.               | Kiss B. Attila, Marton Éva, Rost Andrea, Gulyás Dénes, Kováts Kolos, Miller Lajos               | -               |
| Boldog születésnapot                                 | Fazekas Csaba                                                              | 99 p. játékf.                | Kocsis Gergely, Ónodi Eszter, Kovács Kati, Máté Gábor, Hernádi Judit, Almási Éva, Bálint András | -               |
| A boldogság színe                                    | Pacskovszky József                                                         | 90 p.                        | Erik Desfosses, Györgyi Anna, Rátóti Zoltán, Bacsa Ildikó, Rudolf Teréz, Kálid Artúr            | -               |
| Bolondok éneke                                       | Bereczki Csaba                                                             | 108 p. dráma                 | Maia Morgenstern, Julie Depardieu, Eperjes Károly, Bánsági Ildikó, Andorai Péter, Stéphane Höhn | -               |
| Egy hét Pesten és Budán                              | Makk Károly                                                                | 86 p.                        | Darvas Iván, Törőcsik Mari, Nagy-Kálózy Eszter, Garas Dezső, Kaszás Attila                      | Megjelent DVD-n |
| Az ember, aki nappal aludt                           | Szabó László                                                               | 103 p.                       | Cserhalmi György, Székely B. Miklós, Bubik István, Ujlaki Dénes                                 | -               |
| József és testvérei (Jelenetek egy parasztbibliából) | Jeles András                                                               | 100 p. dráma                 | Hunyadkürti György, Nyakó Júlia, Bickei István, Butkai Bori, Debrei Dénes, Szakonyi Györk       | -               |
| Jött egy busz                                        | Mundruczó Kornél, Bodó Viktor, Török Ferenc, Schilling Árpád, Pálfi György | 100 p. szkeccsfilm           | Csuja Imre, Pelsöczy Réka, Parti Nóra, Haumann Péter, Fűr Anikó, Jordán Adél, Nagy Viktor       | Megjelent DVD-n |
| Kontroll                                             | Antal Nimród                                                               | 105 p.                       | Csányi Sándor, Balla Eszter, Mucsi Zoltán, Pindroch Csaba, Badár Sándor, Nagy Zsolt             | Megjelent DVD-n |
| Libiomfi                                             | Kálmánchelyi Zoltán és Végh Zsolt                                          | 70 p.                        | Mucsi Zoltán, Dióssi Gábor, Végh Zsolt, Stefanovics Angéla, Kálmánchelyi Zoltán                 | -               |
| Mélyen őrzött titkok                                 | Böszörményi Zsuzsa                                                         | 89 p. dráma                  | Bagaméri Eszter, Györgyi Anna, Garas Dezső, Fullajtár Andrea, Nagy Ervin, Peter Franzén         | -               |
| Nomen est Omen, avagy Reszkess Szabó János!          | Szalay Kristóf                                                             | 89p., vígj.                  | Szamosi Ferenc, Hangos István, Jakab Gábor, Vad Katalin                                         | Megjelent DVD-n |
| Ötödik szoba                                         | Banner-Szűcs Lóránd                                                        | 3 p. filmetűd                | Karácsonyi Zoltán, Kántor Károly, Hujber Ferenc, Stohl András, Szabó Győző                      | -               |
| Rengeteg                                             | Fliegauf Benedek                                                           | 90 p. dráma                  | Braun Rita, Csonka Barbara, Lipcsei Edit, Mészáros Katalin, Sós Ilka, Thurzó Barbara            | -               |
| Rom-Mánia                                            | Nándori József                                                             | 82 p. játékf.                | Boér Ferenc, Biluska Annamária, Bogdán Zsolt, Dimény Áron, Győrffy András, Jáksó László         | -               |
| Rózsadomb                                            | Cantu Mari                                                                 | 96 p. dráma                  | Andorai Péter, Marozsán Erika. Lázár Kati, Szirtes Ági, Bánsági Ildikó, Naomi Rózsa             | Megjelent DVD-n |
| A Szent Lőrinc folyó lazacai                         | András Ferenc                                                              | 116 p.                       | Gregor Bernadett, Ónodi Eszter, Szakácsi Sándor                                                 | -               |
| Szerelemtől sújtva                                   | Sas Tamás                                                                  | 94 p.                        | Kovács Patrícia, Máté Gábor, Hacser Józsa, Csuja Imre, Tallós Rita, Járó Zsuzsa                 | Megjelent DVD-n |
| Tamara                                               | Hajdu Szabolcs                                                             | 75 p. játékf.                | Török-Illyés Orsolya, Szabó Domokos, Kovács Ágnes, Nyitrai Illés                                | -               |
| Táncalak                                             | Grunwalsky Ferenc                                                          | 68 p. zenés                  | Ladányi Andrea                                                                                  | -               |
| Telitalálat                                          | Kardos Sándor                                                              | 90 p. játékf.                | Gáspár Sándor, Törőcsik Mari, Szalay Marianna, Szirtes Ági, Kaszás Géza                         | Megjelent DVD-n |
| Tesó                                                 | Dyga Zsombor                                                               | 84 p. vígj.                  | Welker Gábor, Elek Ferenc, Schmied Zoltán, Bognár Anna, Kovács Lajos                            | -               |
| A titkos hely                                        | Banner-Szűcs Lóránd                                                        | 5 p. filmetűd                | Antal Imre, Gesztesi Károly, Karácsonyi Zoltán, Muhi András, Papadimitriu Athina, Stohl András  | -               |
| Ufoman                                               | Pusztai Zsolt                                                              | 100 p. sci-fi vígj.          | Szakál Miklós, Puskás Gyula                                                                     |                 |
| Underworld                                           | Len Wiseman                                                                | 121 p. am.-ném.-ang.-m. akc. | Kate Beckinsale, Wentworth Miller, Scott Speedman, Görög Zita, Michael Sheen, Shane Brolly      | -               |
| Az út vége                                           | Almási Tamás                                                               | 59 p. dokum.                 |                                                                                                 | -               |
| Vagabond                                             | Szomjas György                                                             | 99 p. játékf.                | Simon Péter, Horváti Kata, Benke Gráci, Kerényi Róbert, Ábrahám Judit, Simon Csaba              | -               |
| Valahol otthon lenni                                 | Almási Tamás                                                               | 55 p. (5 rész) dokum.        |                                                                                                 | -               |

### 2004
| Cím                           | Rendező            | Megjegyzés                   | Szereplők                                                                                            | DVD             |
| ----------------------------- | ------------------ | ---------------------------- | --- | --------------- |
| Antik                         | Báthory Orsolya    | 24 p. kisjátékf.             | Pálfi Katalin, Elek Ferenc, Rába Roland, László Zsolt, Huszár Zsolt, Horváth Zsuzsanna               | -               |
| Argo                          | Árpa Attila        | 93 p. akc.-vígj.             | Kovács Lajos, Oszter Sándor, Görög László, Bicskey Lukács, Ruttkay Laura, Nagy Feró                  | Megjelent DVD-n |
| Állítsátok meg Terézanyut!    | Bergendy Péter     | 127 p. vígj.                 | Hámori Gabriella, Ónodi Eszter, Schell Judit, Major Melinda, Nagy Ervin, Csányi Sándor               | Megjelent DVD-n |
| Before Dawn                   | Kenyeres Bálint    | 13 p. kísérleti              | Badár Sándor, Kalmár Lajos, Kovács János                                                             | -               |
| Budapest, végállomás          | Pesty László       | 77 p.                        | dokumentumfilm                                                                                       | -               |
| Csoda Krakkóban               | Groó Diana         | 95 p. dráma                  | Maciej Adamczyk, Franciszek Pieczka, Pawel Gedlek, Békés Itala, Jerzy Trela, Bíró Eszter             | -               |
| Dallas Pashamende             | Róbert-Adrian Pejó | 93 p. dráma (m.-oszt.-ném.)  | Bogdán Zsolt, Gryllus Dorka, Nyári Oszkár, Székely B. Miklós, Radu Amzulescu, Mányoki Bence          | Megjelent DVD-n |
| Dealer                        | Fliegauf Benedek   | 160 p. dráma                 | Keresztes Felícián, Balogh Edina, Szigeti Anikó, Szakács Lajos, dr. Vitanovics Dusán, Thurzó Barbara | -               |
| Dear Daughter                 | Szirtes András     | 92 p. játékf.                | Szirtes Júlia, Malgot Eszter, Szirtes András                                                         | -               |
| Ember a tükörben              | Gigor Attila       | 13 p. kísérleti              | Solymosi Attila, Pető Kata, Kovács Krisztián                                                         | -               |
| Fekete kefe                   | Vranik Roland      | 83 p. vígj.                  | Bánki Gergely, Hajduk Károly, Hernádi Csaba, Réthelyi András, Barabás Kiss Zoltán, Nagy Zsolt        | -               |
| Getno                         | Salamon András     | 95 p. játékf.                | Gesztesi Károly, Szalontay Tünde, Király Levente, Péter Kata, Bánfalvy Ágnes                         | -               |
| A halál kilovagolt Perzsiából | Dr. Horváth Putyi  | 90 p. játékf.                | Melis László, Schneider Zoltán, Verebes Linda, Takáts Kati, Dr. Horváth Putyi                        | -               |
| Három séta                    | Fésős András       | 12 p. kísérleti              | Cserhalmi György, Trill Zsolt, Takáts Andrea                                                         | -               |
| Magyar vándor                 | Herendi Gábor      | 110 p.                       | Gesztesi Károly, Gyuriska János, Greifenstein János, Seress Zoltán, Szabó Győző, Szervét Tibor       | Megjelent DVD-n |
| Másnap                        | Janisch Attila     | 120 p. dráma                 | Gáspár Tibor, Derzsi Borbála, Ujlaki Dénes, Lázár Kati, Nagy Mari, Szabó Márta                       | Megjelent DVD-n |
| A miskolci boniésklájd        | Deák Krisztina     | 93 p. dráma                  | Ráczkevy Ildikó, Karalyos Gábor, Haumann Máté, Hámori Gabriella, Gazsó György, Lengyel Tamás         | Megjelent DVD-n |
| Mix                           | Steven Lovy        | 95 p. vígj. (amerikai koop.) | Kulka János, Alex Weed, Gryllus Dorka, Kolovratnik Krisztián, Koós Olga, Rudolf Péter                | -               |
| A mohácsi vész                | Jancsó Miklós      | 82 p. vígj.                  | Mucsi Zoltán, Scherer Péter, Halász Péter, Schell Judit, Vasvári Emese, Bodrogi Gyula                | Megjelent DVD-n |
| Montecarlo!                   | Fischer Gábor      | 80 p. vígj.                  | Koltai Róbert, Mucsi Zoltán, Pikali Gerda, Pécsi Ildikó, Tordai Teri, Zana "Ganxsta" Zolee           | Megjelent DVD-n |
| Nyócker!                      | Gauder Áron        | 90 p. vígj.                  | animáció                                                                                             | -               |
| Páternoszter                  | Béres Dániel       | 7 p.                         | Eszenyi Péter, Dióssi Gábor, Simonyi Balázs, Palócz Eszter, Nagy Anikó                               | -               |
| A porcelánbaba                | Gárdos Péter       | 74 p. dráma                  | Péntek Bálint, Bertók Lajos, Csányi Sándor, Németh Judit                                             | Megjelent DVD-n |
| Rap, Revü, Rómeó              | Oláh J. Gábor      | 82 p. vígj.                  | Gálvölgyi János, Csányi Dávid, Nguyen Ha Phuong, Stohl András, Ónodi Eszter, Tóth Zoltán             | -               |
| Szerencsés ember              | Keményffy Tamás    | 19 p. kísérleti              | Varga Tamás, Nagy Péter, Ungvári István, Gáspár Imola, Róbert Nagy, Medve József                     | -               |
| Szezon                        | Török Ferenc       | 89 p.                        | Nagy Zsolt, Nagy Ervin, Kokics Péter, Rezes Judit, Hámori Gabriella, Csuja Imre                      | Megjelent DVD-n |
| A temetetlen halott           | Mészáros Márta     | 127 p.                       | Jan Nowicki, Moór Marianna, Cserhalmi György, Horváth Lili, Kulka János, Mácsai Pál                  | Megjelent DVD-n |
| Trianon                       | Koltay Gábor       | 125 p.                       | dokumentumfilm                                                                                       | -               |
| Világszám!                    | Koltai Róbert      | 94 p. vígj.                  | Koltai Róbert, Gáspár Sándor, Tóth Orsolya, Györgyi Anna, Kulka János, Bodrogi Gyula                 | Megjelent DVD-n |
| Valahol otthon lenni          | Almási Tamás       | 104 p. dokumentumfilm        | | -               |

### 2005
| Cím                                             | Rendező             | Megjegyzés           | Szereplők | DVD             |
| ----------------------------------------------- | ------------------- | -------------------- | --- | --------------- |
| Brigád blues                                    | Martinidesz László  | 54 p.                | dokumentumfilm | -               |
| Csak szex és más semmi                          | Goda Krisztina      | 93 p.                | Schell Judit, Dobó Kata, Csányi Sándor, Gesztesi Károly, Seress Zoltán, Czapkó Antal                                  | Megjelent DVD-n |
| Csöpp szívem                                    | Fogarasi Gergely    | 35 p. rövidfilm      | Bálint András, Fátyol Hermina, Dobó Dániel, Anday Kornél, Bíró Ica, Ilosfalvy Krisztina                               | -               |
| Csudafilm                                       | Ragályi Elemér      | 95 p. vígj.          | Kern András, Katerina Didaszkalu, Rudolf Péter, Badár Sándor, Reviczky Gábor, Kovács Lajos                            | Megjelent DVD-n |
| Egyetleneim                                     | Nemes Gyula         | 76 p. vígj.          | Kovács Krisztián, Tóth Orsolya, Kovalik Ágnes, Szép Ági, Lábán Katalin, Balkay Géza                                   | Megjelent DVD-n |
| Egy szoknya, egy nadrág                         | Kabay Barna         | 97 p.                | Rudolf Péter, Bajor Imre, Kern András, Oroszlán Szonja, Pogány Judit, Kéry Kitti                                      | Megjelent DVD-n |
| Ég veled!                                       | Pacskovszy József   | 93 p. dráma          | Natalia Szeliversztova, Dimitrij Pavlenko, Marco Bonini, Kállai Ferenc, Balla Eszter, Tóth Ildikó                     | -               |
| El Camino – Az út                               | Tolvaly Ferenc      | 87 p.                | dokumentumfilm | -               |
| Az élet vendége – Csoma legendárium             | Szemző Tibor        | 80 p.                | dokumentumfilm | -               |
| Fej vagy írás                                   | Lengyel Andor       | 90 p. vígj.          | Görög Zita, Pindroch Csaba, Keller János, Lipcsei Betta, Varju Kálmán, Tahi Tóth László                               | Megjelent DVD-n |
| A fény ösvényei                                 | Mispál Attila       | 90 p.                | Cseh Annamária, Csányi Sándor, Cserhalmi György, Törőcsik Mari                                                        | -               |
| Az igazi Mikulás                                | Gárdos Péter        | 90 p. játékf.        | Cserhalmi György, Szilasi Blanka, Csányi Sándor, Rudolf Péter, Gryllus Dorka, Bertók Lajos                            | -               |
| Jakab útja                                      | Tolvaly Ferenc      | 87 p.                | dokumentumfilm | -               |
| Johanna                                         | Mundruczó Kornél    | 83 p.                | Tóth Orsi, Boldog László, Cserna Ildikó, Fátyol Hermina, Hormai József, Kecskés Sándor                                | Megjelent DVD-n |
| A kékszakállú herceg vára                       | Silló Sándor        | 65 p. operaf.        | Klara Kolonits, Kovács István, Jordán Tamás                                                                           | -               |
| Kész cirkusz                                    | Dyga Zsombor        | 74 p. vígj.          | Welker Gábor, Schmied Zoltán, Elek Ferenc, Csuja Imre, Udvaros Dorottya, Scherer Péter                                | Megjelent DVD-n |
| Kinder Garden                                   | Szekeres Csaba      | 72 p. ff. dráma      | Andrew Hefler, Bordán Irén, Pásztor Edina, Bordán Lili, Szabó Margaréta, Tóth Géza                                    | -               |
| Kulcsár & Haverok                               | Obersovszky Péter   | 80 p.                | animáció | -               |
| Le a fejjel!                                    | Tímár Péter         | 90 p.                | Gálvölgyi János, Hernádi Judit, Rada Bálint, Széll Attila, Estván és Péter, Csonka Szilvia, Murányi Tünde, Bajor Imre | Megjelent DVD-n |
| Mindszenty József emlékezete                    | Horváth Tamás       | 30 p.                | ismeretterjesztő | -               |
| Mindszenty-zarándoklat                          | Horváth Tamás       | 60 p.                | | -               |
| Morfium                                         | András Ferenc       | 36 p. dráma          | Kolovratnik Krisztián, Bács Ferenc, Gubik Ági, Dóczy Péter, Fekete Linda, Szalay Marianna                             | -               |
| Most látszom, most nem látszom                  | Szász Attila        | 30 p. kísérleti      | Létay Dóra, Fekete Ernő, Ábrahám Vitéz                                                                                | -               |
| Na ez a Lajkó Félix                             | Hartyándi Jenő      |                      | | -               |
| Országalma, avagy Mátyás király és a cigánylány | Nagy Katalin        | 66 p.                | táncfilm | -               |
| Palika leviszi a szemetet                       | Ujj Mészáros Károly | 13 p. kísérleti      | Oberfrank Géza, Bakó Márta, Balsai Mónika, Bene Katalin, Kardos Róbert                                                | -               |
| Résfilm                                         | Kardos Sándor       | 19 p.                | Nakagami Hisato, Yamada Avaka, Kardos Sándor, Balogh Abigél, Sato Setsuko                                             | -               |
| Sértett                                         | Spáh Dávid          |                      | | -               |
| Sorstalanság                                    | Koltai Lajos        | 134 p.               | Nagy Marcell, Dimény Áron, Harkányi Endre, Bán János, Schell Judit, Dér Zsolt                                         | Megjelent DVD-n |
| Szőke kóla                                      | Barnóczky Ákos      | 96 p.                | Beleznay Endre, Majka (Majoros Péter), Pozsonyi Takács László, Nyári Oszkár, Gubás Gabi, Görög Zita                   | Megjelent DVD-n |
| Utazás egy szerzetessel                         | Fekete Ibolya       | 65 p.                | dokumentumfilm | -               |
| Üvegfal                                         | Erdőss Pál          | 89 p. dráma          | Szalay Marianna, Anger Zsolt, Fullajtár Andrea, László Zsolt, Dóczy Péter, Terech Bianka                              | -               |
| A vírus                                         | Kocsis Ágnes        | 27 p. kísérleti      | Bánki Gergely, Láng Annamária, Tóth József, Varga Anikó, Philip Daimon, Stubnya Béla                                  | -               |
| Harmadik találkozás                             | Almási Tamás        | 71 p. dokumentumfilm | | -               |

### 2006
| Cím                              | Rendező                         | Megjegyzés              | Szereplők                                                                                                 | DVD             |
| -------------------------------- | ------------------------------- | ----------------------- | --- | --------------- |
| Ballada                          | Iványi Marcel                   | 12 p. m.-belga          | Tatiana Abbey, Galkó Balázs, Charlotte Jensen, Kovács Lajos, Willy Thomas, Andrew Hefler                  | -               |
| Boldog új élet                   | Bogdán Árpád                    | 80 p. játékf.           | Orsós Lajos, Gőczi Michaela, Kovács Zsolt, Szilvási István, Tzafetás Roland, Daróczi Ágnes                | -               |
| Budakeszi srácok                 | Erdőss Pál                      | 105 p. tört.-dráma      | Bán János, Veégh Szabolcs, Huszár Zsolt, Nagy-Kálózy Eszter, Dörner György, Fullajtár Andrea              | -               |
| De kik azok a Lumnitzer nővérek? | Bacsó Péter                     | 93 p.                   | Alföldi Róbert, Rudolf Péter, Hegyi Barbara, Udvaros Dorottya, Szabó Győző, Benedek Miklós                | Megjelent DVD-n |
| Az ébrenlét mögött               | Vereb Vean András               | 40 p.                   | dokumentumfilm                                                                                            | -               |
| Ede megevé ebédem                | Jancsó Miklós                   |                         | Mucsi Zoltán, Scherer Péter, Galkó Balázs, Halász Péter, Jaskó Bálint, Balázsovits Lajos                  | Megjelent DVD-n |
| Egy bolond százat csinál         | Gyöngyössy Bence                | 100 p.                  | Mucsi Zoltán, Gáspár Sándor, Szabó Győző, Oroszlán Szonja, Gesztesi Károly                                | Megjelent DVD-n |
| Életek éneke                     | Bereczki Csaba                  | 90 p.                   | dokumentumfilm                                                                                            | -               |
| Emelet                           | Vecsernyés János                | 90 p. dráma             | Haumann Péter, Takács Katalin, Haumann Máté, Fekete Ernő, Iglódi István, Csuja Imre                       | -               |
| Az emigráns – Minden másképp van | Szalai Györgyi és Dárday István | 108 p. játékf. (m.-ol.) | Bács Ferenc, Gyöngyösy Katalin, Welker Gábor, Balsai Mónika, Kathleen Gati                                | -               |
| Fehér tenyér                     | Hajdu Szabolcs                  | 97 p.                   | Hajdu Zoltán Miklós, Orion Radies, Silas Radies, Gheorghe Dinica, Kyle Shewfelt                           | Megjelent DVD-n |
| Férfiakt                         | Esztergályos Károly             | 90 p. romant.-dráma     | Gálffi László, Kerekes Éva, Szabó Dávid, Nagy Ilona, Sinkó László, Végvári Tamás                          | Megjelent DVD-n |
| Friss levegő                     | Kocsis Ágnes                    | 109 p. dráma            | Hegyi Izabella, Nyakó Júlia, Turóczi Anita, Bereczky Péter, Cs. Németh Lajos                              | Megjelent DVD-n |
| A Herceg haladéka                | Tímár Péter                     | 93 p.                   | Szabó Gabi, Gáspár Tibor, László Zsolt, Pogány Judit, Lázár Kati, Horváth Lili                            | Megjelent DVD-n |
| A hét nyolcadik napja            | Elek Judit                      | 102 p. játékf.          | Maja Komorowska, Hernádi Judit, Franciszek Pieczka, Gáspár Sándor, Bodrogi Gyula, Csákányi Eszter         | -               |
| Idegölő                          | Fonyó Gergely                   | 90 p.                   | Gesztesi Károly, Natalia Dragoumi, Yannis Zouganelis, Kokó (Kovács István), Molnár Piroska, Csányi Sándor | Megjelent DVD-n |
| Kútfejek                         | Kapitány Iván                   | 99 p. akció-vígj.       | Gesztesi Károly, Kaszás Attila, Ullmann Mónika, Fenyő Iván, Dörner György, Kálloy Molnár Péter            | Megjelent DVD-n |
| Lopott képek                     | Pacskovszky József              | 95 p. dráma             | Andorai Péter, Bánsági Ildikó, Tóth Barnabás, Máthé Erzsi, Rudolf Teréz, Kocsis György                    | -               |
| Madárszabadító, felhő, szél      | Szaladják István                | 83 p. feliratos, dráma  | Robert Ovakimjan, Danyiil Oszipov, Alexandr Markov, Polja Vorobljova                                      | -               |
| Mansfeld                         | Szilágyi Andor                  | 118 p.                  | Fancsikai Péter, Maja Morgenstern, Nagy Ervin, Dimény Áron, Eperjes Károly                                | -               |
| Miraq                            | Bollók Csaba                    |                         | | -               |
| Napba öltözött leány             | Koltay Gábor                    | 138 p.                  | Varga Miklós, Vikidál Gyula, Miller Zoltán, Varga Klára, Bodnár Vivien                                    | -               |
| Nincs kegyelem                   | Ragályi Elemér                  | 70 p.                   | Nagypál Gábor, Csuja Imre, Gazsó György, Eperjes Károly, Bertók Lajos, Monori Lili                        | -               |
| Noé bárkája                      | Sándor Pál                      | 102 p.                  | Kállai Ferenc, Garas Dezső, Törőcsik Mari, Badár Sándor                                                   | Megjelent DVD-n |
| Randevú                          | Incze Ágnes                     | 85 p. játékf.           | Pap Vera, Szamosi Zsófia, Zrínyi Gál Vince, Danis Lídia, Kökényesi György, Mészáros Béla                  | -               |
| Rokonok                          | Szabó István                    | 110 p. dráma            | Csányi Sándor, Tóth Ildikó, Eperjes Károly, Marozsán Erika, Venczel Vera, Pindroch Csaba                  | Megjelent DVD-n |
| Szabadság, szerelem              | Goda Krisztina                  | 120 p.                  | Fenyő Iván, Dobó Kata, Csányi Sándor, Szávai Viktória, Gesztesi Károly, Bánsági Ildikó                    | Megjelent DVD-n |
| Szalontüdő                       | Szirmai Márton                  | 7 p. rövidfilm          | | -               |
| Sztornó                          | Pálos György                    | 93 p. játékf.           | Lovasi András, Tóth Ildikó, Ficzere Béla, Hollósi Frigyes, Láng Annamária, Petróczi Sándor                | -               |
| Szupermosás                      | Gergely Zoltán                  | 8 p.                    | Polgár Csaba, Kőszegi Ákos, Szabó Simon, Vári-Kovács Péter                                                | -               |
| Szűzijáték                       | Nyíri Kovács István             | 89 p. vígj.             | Kenéz Anikó, Roszik Gergely, Dióssi Gábor, Heiner Péter, Antal Imre, Hajós András                         | -               |
| Taxidermia                       | Pálfi György                    | 90 p.                   | Trócsányi Gergő, Marc Bischoff, Czene Csaba, Molnár Piroska, Gyuricza István, Máté Gábor                  | Megjelent DVD-n |
| Tibetben a lélek                 | Tolvaly Ferenc                  | 86 p., dokumentumfilm   | | -               |
| Tibor vagyok, de hódítani akarok | Fonyó Gergely                   | 88 p. vígj.             | Francsikai Péter, Gregor Bernadett, Németh Kristóf, Gesztesi Károly, Egri Bálint, Gáspár Kata             | Megjelent DVD-n |
| Üvegtigris 2.                    | Rudolf Péter                    | 103 p.                  | Rudolf Péter, Reviczky Gábor, Gáspár Sándor, Szarvas József, Csuja Imre, Horváth Lajos Ottó               | Megjelent DVD-n |
| Vadászat angolokra               | Bagó Bertalan                   | 86 p. tört.-dráma       | Cserhalmi György, Magdalena Gorska, Marcin Kwasny, Derzsi János, Dörner György, Nyakó Júlia               | -               |
| A 639. baba                      | Dési András és Móray Gábor      | 16 p.                   | Scherer Péter, Murányi Tünde                                                                              | -               |
| A mi kis Európánk                | Almási Tamás                    | 64 p. dokumentumfilm    | | -               |

### 2007
| Cím                                 | Rendező            | Megjegyzés             | Szereplők                                                                                        | DVD             |
| ----------------------------------- | ------------------ | ---------------------- | ------------------------------------------------------------------------------------------------ | --------------- |
| 56 csepp vér                        | Bokor Attila       |                        | Kaszás Attila, Miller Zoltán, Miller Lajos, Keresztes Ildikó, Palcsó Tamás, Puskás Péter         | Megjelent DVD-n |
| Adjátok vissza a hegyeimet          | Koltay Gábor       | 115 p.                 | dokumentumfilm - Wass Albert                                                                     | -               |
| Boszporusz felett a híd             | Tolvaly Ferenc     | 85 p.                  | dokumentumfilm                                                                                   | -               |
| Buhera mátrix                       | Márton István      | 80 p. vígj.            | Bánki Gergely, Tóth Orsolya, Simó Fanna, Badár Sándor, Deli Dániel, Mucsi Zoltán                 | Megjelent DVD-n |
| Csendkút                            | Pozsgai Zsolt      | 85 p. dráma            | Hayth Zoltán, Kakasy Dóra, Kara Tünde, Kubik Anna, Dörner György, Sinkó László, Őze Áron         | Megjelent DVD-n |
| Dolina (Az érsek látogatása)        | Kamondi Zoltán     | 122 p. játékf.         | Adriano Giannini, Molnár Piroska, Vajda Milán, Bán János, Ioana Abur, Trill Zsolt                | -               |
| Egon & Dönci                        | Magyar Ádám        | 74 p. 3D               | animációs film                                                                                   | Megjelent DVD-n |
| Farkas                              | Tóth Tamás         | 70 p. dráma            | Vlagyimir Melov, Alekszandr Basirov                                                              | -               |
| Hasutasok                           | Szőke András       | 82 p.                  | Badár Sándor, Derzsi János, Zelei Gábor, Szarvas József, Hernádi Judit, Rostás Róbert            | -               |
| Iszka utazása                       | Bollók Csaba       | 93 p. dráma            | Varga Mária, Marian Ursache, Varga Rózsika, Marius Bodochi, Csere Ágnes, Fodor Noémi             | -               |
| Konyec – Az utolsó csekk a pohárban | Rohonyi Gábor      | 100 p.                 | Keres Emil, Schell Judit, Schmied Zoltán, Földi Teri, Djoko Rosić, Barbinek Péter                | Megjelent DVD-n |
| Kythéra                             | Mészáros Péter     | 78 p. játékf.          | Kovács Kata, Tóth András Ernő, Krajcsi Nikolette, Welker Gábor, Tóth Petronella                  | -               |
| Lányok                              | Faur Anna          | 90 p. dráma            | Fulvia Collongues, Helene Francois, Zsótér Sándor, Rába Roland, Fullajtár Andrea, Péterfy Bori   | -               |
| Liberté ’56                         | Vidnyánszky Attila | 110 p. zenés-dráma     | Eperjes Károly, Horváth Lajos Ottó, Csikos Sándor, Jámbor József, Andrássy Máté, Varga Gabriella | Megjelent DVD-n |
| A londoni férfi                     | Tarr Béla          | 132 p. ff.             | Miroslav Krobot, Tilda Swinton, Derzsi János, Szirtes Ági, Bók Erika, Pauer Gyula                | -               |
| Lora                                | Herendi Gábor      | 118 p.                 | Lucia Brawley, Nagy Péter, Fekete Ernő, Szamosi Zsófia, Lukáts Andor, Lázár Kati                 | Megjelent DVD-n |
| Macskafogó 2. – A sátán macskája    | Ternovszky Béla    | 90 p.                  | animációs film                                                                                   | Megjelent DVD-n |
| Márió, a varázsló                   | Almási Tamás       | 97 p. dráma            | Nyakó Júlia, Franco Nero, Egyed Attila, Mucsi Zoltán, Szirtes Ági, Gyabronka József              | Megjelent DVD-n |
| Megy a gőzös                        | Koltai Róbert      | 90 p. vígj.            | Koltai Róbert, Pogány Judit, Gesztesi Károly, Szabó Kimmel Tamás, Egres Katinka, Gáspár Sándor   | Megjelent DVD-n |
| A Napkirálynő                       | Phillippe Leclerc  | 85 p. m.-francia-belga | animációs film                                                                                   | -               |
| A Nap utcai fiúk                    | Szomjas György     | 89 p. dráma            | Gáspár Kata, Bárnai Péter, Czecző Sándor, Andorai Péter, Bán János, Djoko Rosić                  | Megjelent DVD-n |
| Ópium – Egy elmebeteg nő naplója    | Szász János        | 108 p. dráma           | Ulrich Thomsen, Kirsti Stuboe, László Zsolt, Börcsök Enikő, Bognár Gyöngyvér, Rába Roland        | -               |
| Overnight                           | Török Ferenc       | 92 p. dráma (m.-ném.)  | Bodó Viktor, Pető Kata, Hanns Zischler, Szőcs Artur, Eszenyi Enikő, Vajdai Vilmos, Máté Gábor    | Megjelent DVD-n |
| Sínjárók                            | Jeli Ferenc        | 94 p. dráma            | Gáspár Tibor, Kubik Anna, Parti Nóra, Szarvas József, Hirtling István, Kaszás Gergő              | -               |
| S.O.S. szerelem!                    | Sas Tamás          | 96 p. rom.-dráma       | Csányi Sándor, Ullmann Mónika, Fenyő Iván, Varga Boglárka, Szacsvay László, Benedek Miklós       | Megjelent DVD-n |
| Töredék                             | Maár Gyula         |                        | Zsótér Sándor, Trill Zsolt, Törőcsik Mari, Haumann Péter, Cseh Annamária                         | -               |
| Zuhanórepülés                       | Novák Erik         | 105 p. akcióf.         | Gryllus Dorka, Nagy Zsolt, Baranyai Vera, Csányi Sándor, Törköly Levente, Parti Nóra             | Megjelent DVD-n |

### 2008
| Cím                                          | Rendező                             | Megjegyzés                         | Szereplők | DVD             |
| -------------------------------------------- | ----------------------------------- | ---------------------------------- | --- | --------------- |
| 9 és 1/2 randi                               | Sas Tamás                           | 100 p. vígj.                       | Fenyő Iván, Kovács Patrícia, Hevér Gábor, Gáspár Tibor, Söptei Andrea, Szávai Viktória                                       | Megjelent DVD-n |
| Álmok szenvedélye                            | Nagy-Bozsoky József, Czétényi Cilla | 55 p.                              | dokumentumfilm | -               |
| Bahrtalo! Jó szerencsét!                     | Lakatos Róbert                      | 80 p. játékf. (m.-oszt.-ném.-rom.) | Borsós Lóránd, Gábor Lajos                                                                                                   | -               |
| Bakkermann                                   | Szőke András                        | 86 p.                              | Zelei Gábor, Gáspár Tibor, Badár Sándor, Szőke András, Kerekes Vica, Lázár Kati                                              | Megjelent DVD-n |
| Budapest, nőváros                            | Vízi Mária                          | 37 p.                              | Szikszai Rémusz, Czétényi Csilla, Czétényi Marika, Kemény Zsigmond, Talpas Iván, Forgács Róbert                              | -               |
| Casting minden                               | Tímár Péter                         |                                    | Kern András, Oláh Ibolya, Puskás Peti, Reviczky Gábor, Kútvölgyi Erzsébet, Balázsovits Edit, Oroszlán Szonja, Kecskés Karina | Megjelent DVD-n |
| Clara                                        | Helma Sanders-Brahms                | 107 p.                             | Martina Gedeck, Fesztbaum Béla, Pascal Greggory, Malik Zidi, Jacques Breuer, Thomas Limpinsel                                | -               |
| Delta                                        | Mundruczó Kornél                    | 92 p.                              | Lajkó Félix, Tóth Orsi, Monori Lili, Gáspár Sándor, Martin Wuttke                                                            | Megjelent DVD-n |
| Eszter hagyatéka                             | Sipos József                        | 90 p.                              | Nagy-Kálózy Eszter, Cserhalmi György, Törőcsik Mari, Eperjes Károly, Áron László, Szilágyi Tibor                             | Megjelent DVD-n |
| A hetedik kör                                | Sopsits Árpád                       | 107 p. dráma                       | Trill Zsolt, Vilmányi Benett, Krikkay László, Csula Imre, László Zsolt, Danyi Judit                                          | -               |
| A Hortobágy legendája                        | Vitézy László                       | 80 p. szí.                         | Eperjes Károly, Pokorny Lia, Székely B. Miklós, Szirtes Ágnes, Bökönyi Laura, Csányi Sándor                                  | Megjelent DVD-n |
| Kalandorok                                   | Paczolay Béla                       | 108 p.                             | Rudolf Péter, Haumann Péter, Schruff Milán, Pogány Judit, Kovács Lajos                                                       | Megjelent DVD-n |
| Kaméleon                                     | Goda Krisztina                      | 103 p.                             | Nagy Ervin, Hámori Gabriella, Csányi Sándor, Kulka János, László Zsolt, Trill Zsolt                                          | Megjelent DVD-n |
| Kis Vuk                                      | Gát György                          | 73 p. 3D                           | animációs film | Megjelent DVD-n |
| Majdnem szűz                                 | Bacsó Péter                         | 105 p. dráma                       | Ubrankovics Júlia, Hujber Ferenc, Kaszás Gergő, Cserhalmi Gyorgy, Tóth Attila, Máté Gábor                                    | Megjelent DVD-n |
| Másik bolygó                                 | Moldoványi Ferenc                   | 95 p.                              | dokumentumfilm | -               |
| Mázli                                        | Keményffy Tamás                     | 88 p. vígj.                        | Lukáts Andor, Gyuricza István, Lázár Katalin, Lorant Deutsch, Kerekes Vica, Kiss Jenő                                        | Megjelent DVD-n |
| A nyomozó                                    | Gigor Attila                        | 107 p. thriller                    | Anger Zsolt, Rezes Judit, Kerekes Éva, Tóth Ildikó, Terhes Sándor, Czene Csaba                                               | Megjelent DVD-n |
| Nyugalom                                     | Alföldi Róbert                      | 108 p. dráma                       | Udvaros Dorottya, Makranczi Zalán, Gryllus Dorka, Hernádi Judit, Láng Annamária, Ujlaki Dénes                                | Megjelent DVD-n |
| Pánik                                        | Till Attila                         | 94 p. rom.-vígj.                   | Gubik Ági, Valcz Péter, Bánsági Ildikó, Thúróczy Szabolcs, Kovács Lehel, Schell Judit                                        | Megjelent DVD-n |
| Papírkutyák                                  | Gyöngyössy Bence                    | 92 p.                              | Mucsi Zoltán, Scherer Péter, Szarvas József, Hajdu István, Kálloy Molnár Péter, Gesztesi Károly                              | Megjelent DVD-n |
| Para                                         | Fazakas Péter                       | 87 p. vígj.                        | Csuja Imre, Scherer Péter, Fellinger Domonkos, Bánsági Ildikó, Für Anikó, Szervét Tibor                                      | Megjelent DVD-n |
| Prima primavéra                              | Edelényi János                      | 91 p. dráma                        | Lukáts Andor, Vesela Kazakova, Börcsök Enikő, Dzsoko Roszics, Schubert Éva, Bezerédy Zoltán                                  | Megjelent DVD-n |
| Rövid, de kemény…életem                      | Nyíri Kovács István                 |                                    | | -               |
| Szobafogság (Prinprick)                      | Daniel Young                        | 92 p. felir. játékf.               | Laura Greenwood, Nagy Ervin, Rachael Blake, Rátóti Zoltán, Deborah Kim Jávor                                                 | -               |
| Tabló – Minden, ami egy nyomozás mögött van! | Dettre Gábor                        | 120 p. krimi                       | Mucsi Zoltán, Fátyol Kamilla, Csuja Imre, Györgyi Anna, Scherer Péter, Tordy Géza                                            | Megjelent DVD-n |
| Valami Amerika 2.                            | Herendi Gábor                       | 110 p.                             | Pindroch Csaba, Szabó Győző, Hujber Ferenc, Szervét Tibor, Ónodi Eszter, Oroszlán Szonja                                     | Megjelent DVD-n |
| Véletlenül szándékos                         | Kollár István                       | 108 p. krimi                       | Cserpes Laura, Hohner Krisztina, Fürdős Nóra, Ádám Judit, Kincses Kornél, Várhegyi Péter                                     | -               |
| Zsaruvér és Csigavér III.: A szerencse fia   | Bujtor István                       | 55p. szí. vígj.                    | Bujtor István, Kern András, Szabó Győző, Kari Györgyi                                                                        |                 |

### 2009
| Cím                                | Rendező               | Megjegyzés           | Szereplők | DVD             |
| ---------------------------------- | --------------------- | -------------------- | --- | --------------- |
| Adás                               | Vrank Roland          | 90 p. szí.           | Hajduk Károly, Rátóti Zoltán, Terhes Sándor, Wéber Kata, Kerekes Éva, Becker Hanna                                                               | -               |
| Apaföld                            | Nagy Viktor Oszkár    | 80 p. dráma          | Ravasz Tamás, Derzsi János, Nagy Andrea | Megjelent DVD-n |
| Álom.net                           | N. Forgács Gábor      | 96 p. vígj.          | Labanc Lilla, Czifra Kinga, Csernóczki Ádám, Jankóczky Attila, Széni István, Szűcs János                                                         | Megjelent DVD-n |
| Budapest                           | Walter Calvaho        | 113 p. dráma         | (magyar-brazil-portugál) Leonardo Medeiros, Hámori Gabriella, Giovanna Antonelli, Ivo Canelas, Antonie Kamerling                                 | -               |
| Csiribiri                          | Rózsa János           | 72 p.                | Halász Judit, Anti Tamás, Bartha Tibor, Födő Sándor, Móricz Mihály                                                                               | -               |
| Eltitkolt évek                     | Takács Mária          | 90 p. dokumentumfilm | Bíró Csilla, Bán Mari, Gál Ilona, Hidasi Magdi, Timár Magdi, Gordon Agáta, Lovas Nagy Anna, Szabó Judit, Kis Márta, Szineg Ildikó, Schmied Gerda | Megjelent DVD-n |
| Holnap történt – A nagy bulvárfilm | Gerencsér Tamás       | vígj.                | Anettka, Zalatnay Sarolta |                 |
| Intim fejlövés                     | Szajki Péter          | 73 p. vígj.          | Szabó Győző, Gáspár Tibor, Kovács Lehel, Huszár Zsolt, Nagy-Kálózy Eszter, Gáspár Kata                                                           | Megjelent DVD-n |
| Köntörfalak                        | Dyga Zsombor          | 80 p. dráma          | Tompos Kátya, Elek Zoltán, Rába Roland | Megjelent DVD-n |
| Made in Hungaria                   | Fonyó Gergely         | musical              | Szabó Kimmel Tamás, Kiss Tünde, Fenyő Iván, Valentin Titánia, Dunai Tamás, Vándor Éva                                                            | Megjelent DVD-n |
| Naphosszat                         | Kolovratnik Krisztián | 47 p.                | dokumentumfilm | -               |
| Nem vagyok a barátod               | Pálfi György          | 100 p. dráma         | Czene Csaba, Farkas Kata, Fátyol Kamilla, Gosztonyi Csaba, Kim Corbisier, Országh Gyöngyvér                                                      | Megjelent DVD-n |
| Papírrepülők                       | Szabó Simon           | 94 p.                | Bódi Eszter, Hörlich Nóra Lili, Hajdú Ágnes, Znamenák István, Durkóné Báti Anna                                                                  | Megjelent DVD-n |
| Poligamy                           | Orosz Dénes           | 100 p. vígjáték      | Csányi Sándor, Tompos Kátya, Mészáros Béla, Réti Adrienn, Tenki Réka, Bartsch Kata                                                               | Megjelent DVD-n |
| Puskás Hungary                     | Almási Tamás          | 116 p.               | dokumentumfilm Puskás Ferencről | Megjelent DVD-n |
| Rózsaszín sajt                     | Tóth Barnabás         | 93 p.                | Tóth Barnabás, Bezerédy Zoltán, Molnár Levente, Lisztes Linda, Spindler Béla, Eke Angéla                                                         | Megjelent DVD-n |
| Slágerfilm                         | Csillag Ádám          | 90 p. dok.           | Bocskor Gábor, Boros Lajos, Voga János | -               |
| Szuperbojz                         | Kabay Barna           | 80 p.                | Gesztesi Károly, Kálloy Molnár Péter, Mucsi Zoltán, Rudolf Péter, Bajor Imre, Kerekes Vica                                                       | -               |
| Tréfa                              | Gárdos Péter          | 93 p. dráma          | Váta Lóránt, Lengyel Tamás, Kovács Mihály, Kovács Zsolt, M. Kecskés András, Takács Ferenc                                                        | Megjelent DVD-n |
| Utolsó idők                        | Mátyássy Áron         | 90 p. dráma          | Kádas József, Vass Teréz, Szalay Mariann, Géza László Attila, Földes Eszter, Czene Csaba                                                         | Megjelent DVD-n |
| Utolsó jelentés Annáról            | Mészáros Márta        | 100 p.               | Eszenyi Enikő, Cserhalmi György, Fekete Ernő, Hámori Gabriella                                                                                   | -               |
| Vadlány – Boszorkánykör            | Zsigmond Dezső        | 90 p. tört.          | Trill Zsolt, Zankó Erika, Kurkó János György, Pálffy Tibor, Czintos József                                                                       | -               |
| Vespa                              | Groó Diana            | 85 p. dráma          | Tóth Sándor, Nyakó Júlia, Balogh Rodrigó, Szabó Simon, Puporka János                                                                             | -               |
| 1                                  | Peter Sparow          | 91. thriller         | Mucsi Zoltán, Sinkó László, Mácsai Pál, Kerekes Vica, Czukor Balázs, Balázs Zoltán                                                               | -               |